# Бернарду-Саян
Бернарду-Саян (порт. Bernardo Sayão) — муниципалитет в Бразилии, входит в штат Токантинс. Составная часть мезорегиона Западный Токантинс. Входит в экономико-статистический микрорегион Мирасема-ду-Токантинс. Население составляет  4 456 человек на 2010 год. Занимает площадь 926,888 км². Плотность населения — 4,81 чел./км².

## Демография
Согласно сведениям, собранным в ходе переписи 2010 г. Национальным институтом географии и статистики (IBGE), население муниципалитета составляет:
| Полное население                               | Полное население                               | Полное население                               | Полное население                               | 4 456 |
| ---------------------------------------------- | ---------------------------------------------- | ---------------------------------------------- | ---------------------------------------------- | ----- |
| в том числе:                                   | Городское население                            | 2 187                                          | Процент городского населения, %                | 49,08 |
|                                                | Сельское население                             | 2 269                                          | Процент сельского населения, %                 | 50,92 |
|                                                | Мужское население                              | 2 325                                          | Процент мужского населения, %                  | 52,18 |
|                                                | Женское население                              | 2 131                                          | Процент женского населения, %                  | 47,82 |
| Плотность населения, чел/км²                   | Плотность населения, чел/км²                   | Плотность населения, чел/км²                   | Плотность населения, чел/км²                   | 4,81  |
| Население муниципалитета в % к населению штата | Население муниципалитета в % к населению штата | Население муниципалитета в % к населению штата | Население муниципалитета в % к населению штата | 0,32  |

По данным оценки 2016 года население муниципалитета составляет 4 532 жителя.

## Статистика
- Валовой внутренний продукт на 2003 составляет 13.188.250,00 реалов (данные: Бразильский институт географии и статистики).
- Валовой внутренний продукт на душу населения на 2003 составляет 2.839,24 реалов (данные: Бразильский институт географии и статистики).
- Индекс развития человеческого потенциала на 2000 составляет 0,713 (данные: Программа развития ООН).

## Важнейшие населенные пункты
| № | Населённый пункт | Населённый пункт (порт.) | Категория | Население чел. (2010) | На карте                       |
| - | ---------------- | ------------------------ | --------- | --------------------- | ------------------------------ |
| 1 | Бернарду-Саян    | Bernardo Sayão           | город     | 2187                  | 7°52′49″ ю. ш. 48°53′43″ з. д. |
| 2 | Провиденсия      | Providência              | поселок   | 301                   | 8°03′59″ ю. ш. 48°52′32″ з. д. |
| 3 | Танкреду-Невис   | Tancredo Neves           | поселок   | 205                   | 7°58′06″ ю. ш. 49°09′17″ з. д. |
| 4 | Формига          | Formiga                  | поселок   | 144                   | 7°56′33″ ю. ш. 49°04′13″ з. д. |